# Landkreis Chemnitz (1990–1994)
Der Landkreis Chemnitz war ab dem 17. Mai 1990 eine Verwaltungseinheit im Bezirk Chemnitz der DDR und vom 3. Oktober 1990 bis zum 31. Juli 1994 im Freistaat Sachsen der Bundesrepublik Deutschland.

## Geografie
Der Kreis befand sich am Nordrand des Erzgebirges. Mit seinen wichtigen Industriestandorten, wie z. B. Burgstädt, Limbach-Oberfrohna, Grüna oder Hartmannsdorf, umschloss der Kreis größtenteils das kreisfreie Chemnitz, das Sitz des Kreises war.
Angrenzende Landkreise waren (im von Norden aus im Uhrzeigersinn): Rochlitz, Hainichen, Flöha, Zschopau, Stollberg, Hohenstein-Ernstthal und Glauchau sowie, beinahe als Enklave, die Stadt Chemnitz.

## Geschichte

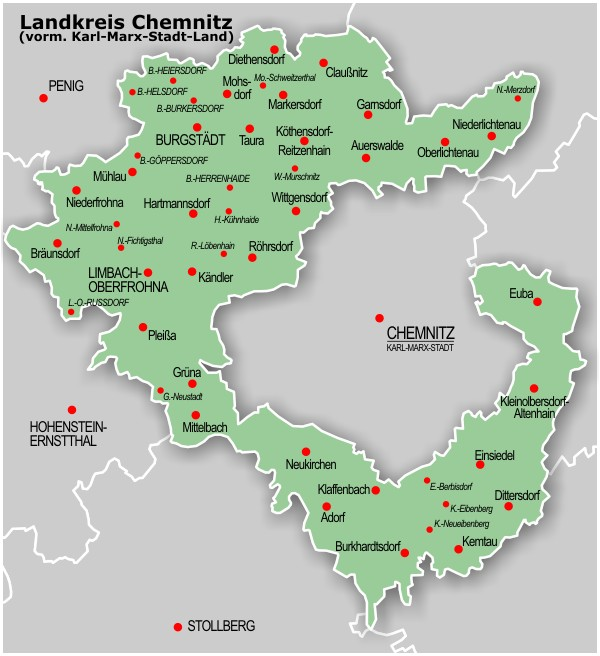
Karte des Landkreises Chemnitz (um 1992)

Als geografische Einheit existierte bereits im Königreich Sachsen die Amtshauptmannschaft Chemnitz und später in der DDR der Kreis Karl-Marx-Stadt-Land im Bezirk Karl-Marx-Stadt.
Der Landkreis Chemnitz entstand am 17. Mai 1990 durch die Kommunalverfassung der DDR aus dem Kreis Chemnitz-Land durch Umbenennung.

## Einwohnerentwicklung
| Jahr      | 1990   | 1991   | 1992   | 1993   | 1994   |
| --------- | ------ | ------ | ------ | ------ | ------ |
| Einwohner | 96.977 | 94.536 | 93.329 | 93.280 | 90.291 |

## Landräte
- Christian Wehner  (1990–1994)

## Städte und Gemeinden

### 1990
| TGS    | AGS      | Gemeinde                  | Einwohner       | Einwohner         | Fläche (ha)       | heutige Gemeinde          | Landkreis             |
| TGS    | AGS      | Gemeinde                  | 3. Oktober 1990 | 31. Dezember 1990 | 31. Dezember 1990 | heutige Gemeinde          | Landkreis             |
| ------ | -------- | ------------------------- | --------------- | ----------------- | ----------------- | ------------------------- | --------------------- |
| 140501 | 14018010 | Adorf/Erzgeb.             | 1.457           | 1.409             | 672               | Neukirchen/Erzgeb.        | Erzgebirgskreis       |
| 140503 | 14018030 | Auerswalde                | 2.283           | 2.275             | 1.167             | Lichtenau                 | Mittelsachsen         |
| 140504 | 14018040 | Bräunsdorf                | 1.114           | 1.110             | 696               | Limbach-Oberfrohna, Stadt | Zwickau               |
| 140505 | 14018050 | Burgstädt, Stadt          | 12.609          | 12.495            | 2.027             | Burgstädt, Stadt          | Mittelsachsen         |
| 140506 | 14018060 | Burkhardtsdorf            | 3.924           | 3.899             | 1.028             | Burkhardtsdorf            | Erzgebirgskreis       |
| 140507 | 14018070 | Claußnitz                 | 1.980           | 1.992             | 1.096             | Claußnitz                 | Mittelsachsen         |
| 140508 | 14018080 | Diethensdorf              | 507             | 505               | 490               | Claußnitz                 | Mittelsachsen         |
| 140509 | 14018090 | Dittersdorf               | 1.973           | 1.963             | 1.184             | Amtsberg                  | Erzgebirgskreis       |
| 140510 | 14018100 | Einsiedel                 | 3.194           | 3.167             | 1.093             | Chemnitz, Stadt           | Chemnitz, krfr. Stadt |
| 140511 | 14018110 | Euba                      | 1.199           | 1.193             | 1.173             | Chemnitz, Stadt           | Chemnitz, krfr. Stadt |
| 140512 | 14018120 | Garnsdorf                 | 654             | 657               | 651               | Lichtenau                 | Mittelsachsen         |
| 140513 | 14018130 | Grüna                     | 4.529           | 4.536             | 1.381             | Chemnitz, Stadt           | Chemnitz, krfr. Stadt |
| 140514 | 14018140 | Hartmannsdorf             | 4.851           | 4.820             | 1.028             | Hartmannsdorf             | Mittelsachsen         |
| 140516 | 14018160 | Kändler                   | 1.576           | 1.533             | 315               | Limbach-Oberfrohna, Stadt | Zwickau               |
| 140517 | 14018170 | Kemtau                    | 1.548           | 1.545             | 596               | Burkhardtsdorf            | Erzgebirgskreis       |
| 140518 | 14018180 | Klaffenbach               | 1.830           | 1.821             | 864               | Chemnitz, Stadt           | Chemnitz, krfr. Stadt |
| 140519 | 14018190 | Kleinolbersdorf-Altenhain | 1.321           | 1.316             | 1.308             | Chemnitz, Stadt           | Chemnitz, krfr. Stadt |
| 140520 | 14018200 | Köthensdorf-Reitzenhain   | 819             | 813               | 449               | Taura                     | Mittelsachsen         |
| 140521 | 14018210 | Limbach-Oberfrohna, Stadt | 22.323          | 22.324            | 1.580             | Limbach-Oberfrohna, Stadt | Zwickau               |
| 140522 | 14018220 | Markersdorf b. Burgstädt  | 1.276           | 1.261             | 525               | Claußnitz                 | Mittelsachsen         |
| 140523 | 14018230 | Mittelbach                | 1.536           | 1.528             | 694               | Chemnitz, Stadt           | Chemnitz, krfr. Stadt |
| 140524 | 14018240 | Mohsdorf                  | 952             | 946               | 520               | Burgstädt, Stadt          | Mittelsachsen         |
| 140525 | 14018250 | Mühlau                    | 2.205           | 2.201             | 808               | Mühlau                    | Mittelsachsen         |
| 140526 | 14018260 | Neukirchen/Erzgeb.        | 5.287           | 5.300             | 1.340             | Neukirchen/Erzgeb.        | Erzgebirgskreis       |
| 140527 | 14018270 | Niederfrohna              | 2.332           | 2.304             | 1.010             | Niederfrohna              | Zwickau               |
| 140528 | 14018280 | Niederlichtenau           | 1.348           | 1.337             | 1.139             | Lichtenau                 | Mittelsachsen         |
| 140529 | 14018290 | Oberlichtenau             | 1.135           | 1.096             | 376               | Lichtenau                 | Mittelsachsen         |
| 140530 | 14018300 | Pleißa                    | 2.022           | 1.971             | 722               | Limbach-Oberfrohna, Stadt | Zwickau               |
| 140531 | 14018310 | Röhrsdorf                 | 2.422           | 2.411             | 1.217             | Chemnitz, Stadt           | Chemnitz, krfr. Stadt |
| 140532 | 14018320 | Taura b. Burgstädt        | 2.204           | 2.188             | 663               | Taura                     | Mittelsachsen         |
| 140533 | 14018330 | Wittgensdorf              | 5.108           | 5.061             | 1.254             | Chemnitz, Stadt           | Chemnitz, krfr. Stadt |
| 140500 | 14018000 | Landkreis Chemnitz        | 97.518          | 96.977            | 29.069            | ––––––                    | ––––––                |

### Gemeindegebietsveränderungen von 1990 bis 1994
| Datum          | AGS       | Gemeinde                                            | Änderung           | AGS       | aufnehmende Gemeinde         |
| -------------- | --------- | --------------------------------------------------- | ------------------ | --------- | ---------------------------- |
| 1. Januar 1994 | 14018120  | Garnsdorf                                           | Eingliederung in   | 14018030  | Auerswalde                   |
| 1. Januar 1994 | 14018280  | Niederlichtenau                                     | Neubildung von     | 14018410  | Lichtenau                    |
| 1. Januar 1994 | 14018290  | Oberlichtenau                                       | Neubildung von     | 14018410  | Lichtenau                    |
| 1. Januar 1994 | 14018090  | Dittersdorf                                         | Eingliederung in   | 14057310  | Amtsberg, Landkreis Zschopau |
| 1. März 1994   | 14018070  | Claußnitz                                           | Zusammenschluss zu | 14018070  | Claußnitz                    |
| 1. März 1994   | 14018080  | Diethensdorf                                        | Zusammenschluss zu | 14018070  | Claußnitz                    |
| 1. März 1994   | 14018220  | Markersdorf b. Burgstädt                            | Zusammenschluss zu | 14018070  | Claußnitz                    |
| 1. März 1994   | 14018200  | Köthensdorf-Reitzenhain                             | Eingliederung in   | 14018320  | Taura b. Burgstädt           |
| 1. März 1994   | 14057310  | Wohnsiedlung "Kamerun", Amtsberg Landkreis Zschopau | Umgliederung in    | 14018170  | Kemtau                       |
| 1. März 1994   | 14018110  | Euba                                                | Eingliederung in   | 14001000  | Chemnitz, kreisfreie Stadt   |
| 1. August 1994 | Auflösung | Auflösung                                           | Auflösung          | Auflösung | Auflösung                    |

### Auflösung
| AGS      | Gemeinde                  | Einwohner         | Fläche (ha)       | AGS (neu) | Landkreis                 |
| AGS      | Gemeinde                  | 31. Dezember 1993 | 31. Dezember 1993 | AGS (neu) | Landkreis                 |
| -------- | ------------------------- | ----------------- | ----------------- | --------- | ------------------------- |
| 14018010 | Adorf/Erzgeb.             | 1.368             | 672,36            | 14088010  | Stollberg                 |
| 14018030 | Auerswalde                | 2.868 1           | 1.817,37 1        | 14082040  | Mittweida                 |
| 14018040 | Bräunsdorf                | 1.087             | 695,60            | 14073020  | Chemnitzer Land           |
| 14018050 | Burgstädt, Stadt          | 12.002            | 2.056,62          | 14082060  | Mittweida                 |
| 14018060 | Burkhardtsdorf            | 3.608             | 1.027,86          | 14088050  | Stollberg                 |
| 14018070 | Claußnitz                 | 3.697 1           | 2.111,48 1        | 14082080  | Mittweida                 |
| 14018100 | Einsiedel                 | 3.099             | 1.093,46          | 14088070  | Stollberg                 |
| 14018130 | Grüna                     | 4.409             | 1.381,50          | 14073080  | Chemnitzer Land           |
| 14018140 | Hartmannsdorf             | 4.590             | 1.027,97          | 14082160  | Mittweida                 |
| 14018160 | Kändler                   | 1.523             | 315,26            | 14073110  | Chemnitzer Land           |
| 14018170 | Kemtau                    | 1.581 1           | 603,75 1          | 14088130  | Stollberg                 |
| 14018180 | Klaffenbach               | 1.791             | 864,20            | 14088140  | Stollberg                 |
| 14018190 | Kleinolbersdorf-Altenhain | 1.385             | 1.307,87          | 14081210  | Mittlerer Erzgebirgskreis |
| 14018210 | Limbach-Oberfrohna, Stadt | 20.923            | 1.579,21          | 14073140  | Chemnitzer Land           |
| 14018230 | Mittelbach                | 1.633             | 694,35            | 14073170  | Chemnitzer Land           |
| 14018240 | Mohsdorf                  | 885               | 519,80            | 14082290  | Mittweida                 |
| 14018250 | Mühlau                    | 2.146             | 808,38            | 14082300  | Mittweida                 |
| 14018260 | Neukirchen/Erzgeb.        | 4.985             | 1.340,12          | 14088180  | Stollberg                 |
| 14018270 | Niederfrohna              | 2.241             | 1.009,68          | 14073180  | Chemnitzer Land           |
| 14018300 | Pleißa                    | 1.953             | 722,41            | 14073210  | Chemnitzer Land           |
| 14018310 | Röhrsdorf                 | 2.397             | 1.218,15          | 14073230  | Chemnitzer Land           |
| 14018320 | Taura b. Burgstädt        | 2.889 1           | 1.111,36 1        | 14082420  | Mittweida                 |
| 14018330 | Wittgensdorf              | 4.741             | 1.225,51          | 14082470  | Mittweida                 |
| 14018410 | Lichtenau                 | 2.404 1           | 1.514,81 1        | 14082250  | Mittweida                 |
| 14018000 | Landkreis Chemnitz-Land   | 90.205 1          | 26.719,06 1       | ––––––    | ––––––                    |

Fußnote
1 Berechnete Daten wegen Eingliederung oder Zusammenschluss vor dem 29. Juni 1994.

## Kfz-Kennzeichen
Anfang 1991 erhielt der Landkreis das Unterscheidungszeichen C. Es wurde bis 31. Juli 1994 ausgegeben.